# Margattea lateralis
Margattea lateralis es una especie de cucaracha del género Margattea, familia Ectobiidae. Fue descrita científicamente por Princis en 1963.
Habita en Guinea, Costa de Marfil y Camerún.